# 本尼·麦卡锡
本尼·麦卡锡（英語：Benedict Saul "Benni" McCarthy，1977年11月12日—）是一名南非足球教练和已退役足球运动员，他于2020年12月14日出任阿玛祖鲁足球俱乐部主教练。
麦卡锡是南非國家足球隊迄今為止進球數最多的球員，他在國家隊的進球數量達31个。他也是唯一一位奪得過欧洲冠军联赛的南非球員，他幫助波尔图足球俱乐部奪得2003–04年欧洲冠军联赛的歐冠冠軍。对阵曼联的第一回合比赛中攻入两球，替球队淘汰曼联的壮举奠定基础。
麦卡锡退役后在南非开始教练生涯。他曾在20/21赛季作为主教练带领他的球队夺得联赛第二的历史最好成绩，并因此获得当季联赛最佳教练的殊荣。
2022年7月，他进入曼联的教练组，将专注于改善球队进攻打法和站位。